# بوب شميت
بوب شميت (بالإنجليزية: Bob Schmidt)‏ هو لاعب كرة قدم أمريكية أمريكي، ولد في 9 يوليو 1936 في روشستر في الولايات المتحدة.

## وصلات خارجية
- بوب شميت على موقع مرجع كرة القدم المحترفة.كوم (الإنجليزية)